# Площадь Победы (Воронеж)
Площадь Победы — площадь в Воронеже, располагающаяся в Центральном районе города на Проспекте Революции.

## История
Площадь Победы и мемориальный комплекс на ней созданы в честь защитников Воронежа, сражавшихся за город в 1942—1943 годах. Открытие площади состоялось 9 мая 1975 года в честь 30-летия Победы.
Мемориальный комплекс состоит из скульптурной композиции, выполненной из металла и установленной на постамент из красного гранита. Памятник установлен на северном конце площади. Он изображает двенадцать фигур, представляющих солдат всех родов войск Советской Армии, народных ополченцев, партизан (офицер, девушка-санинструктор, автоматчик, лётчик, морской пехотинец и танкист) и тех, на чьи плечи легли все тяготы войны в тылу: женщина с младенцем, рабочий со знаменем, рабочая, колхозница и девушка-комсомолка. Перед памятником горит Вечный огонь. Авторы памятника — скульптор Ф. Сушков и архитекторы Н. Гуненков и П. Даниленко.
На южном конце площади установлена стела высотой в 40 метров, на вершине которой находится орден Отечественной войны I степени. Этим орденом был награждён Воронеж за героизм его защитников.
Вдоль площади находится стена, на которой установлены плиты из красного гранита с названиями частей и подразделений Советской Армии, защищавших Воронеж, а также выполненная из металла карта воронежского театра военных действий.
Площадь Победы стала достопримечательностью Воронежа, местом для встреч ветеранов Великой Отечественной войны на 9 Мая.
К 75-летию Победы было проведено масштабное обновление мемориального комплекса. Здесь провели очистку и патинирование скульптурной группы и звезды у Вечного огня, а также карты с ходом боевых действий в Воронежско-Касторненской операции. Дополнительно укрепили 42-метровую стелу, которую венчает Орден Отечественной войны. В рамках реконструкции на площади Победы было проведено масштабное озеленение. Кроме того, была изменена и форма смотровой площадки: теперь она имеет выступы в форме лучей звезды. Они выполняют не только эстетическую, но и конструктивную функцию, удерживая грунт. Благодаря этому решению удалось увеличить и площадь самой смотровой площадки. В рамках реконструкции была благоустроена и территория вокруг площади, в частности, оборудованы спуски к прилегающим улицам, укреплены и расчищены склоны. Основным элементом площади после реконструкции стал переливной фонтан.

## Галерея

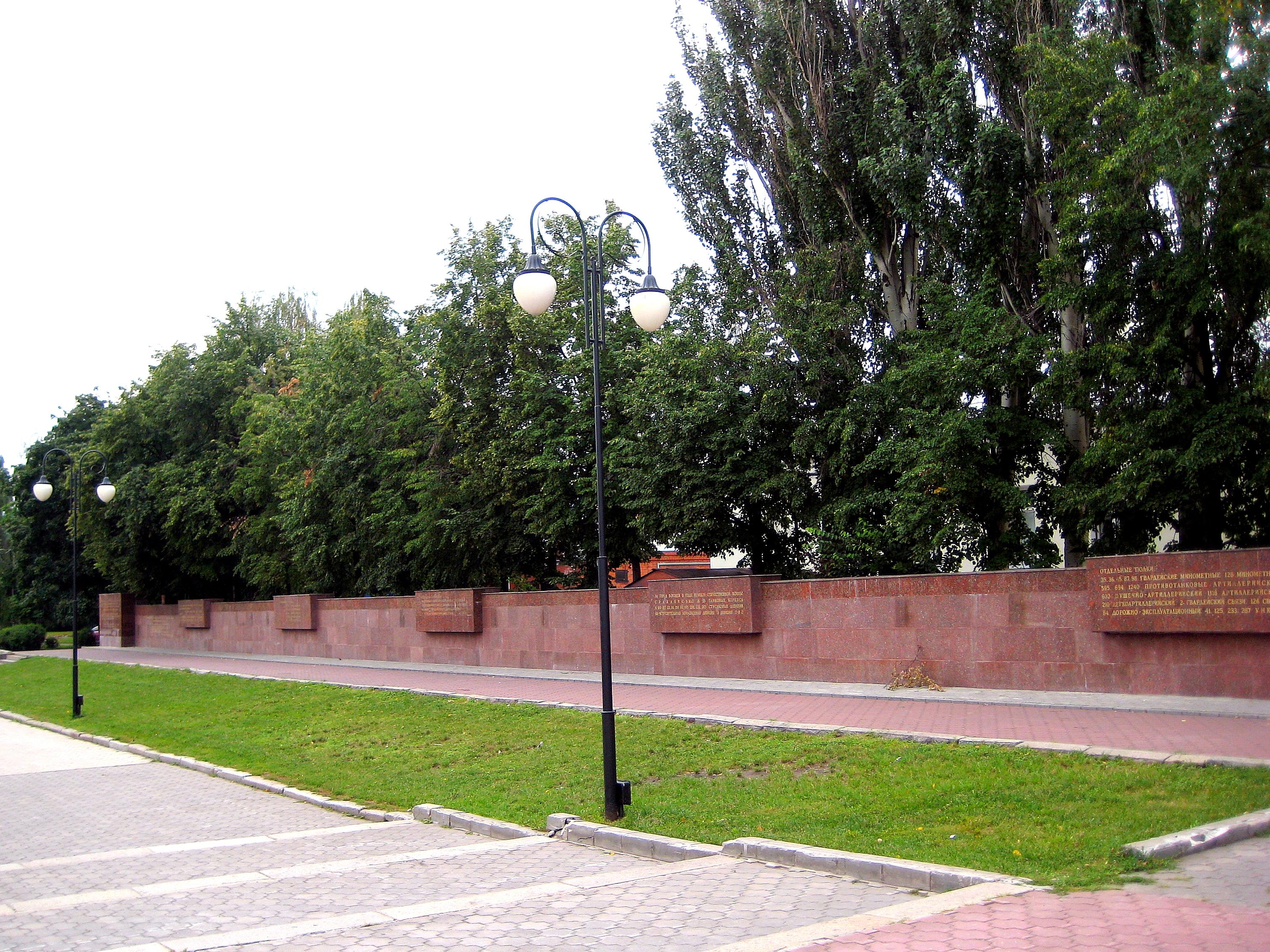
Памятная стена
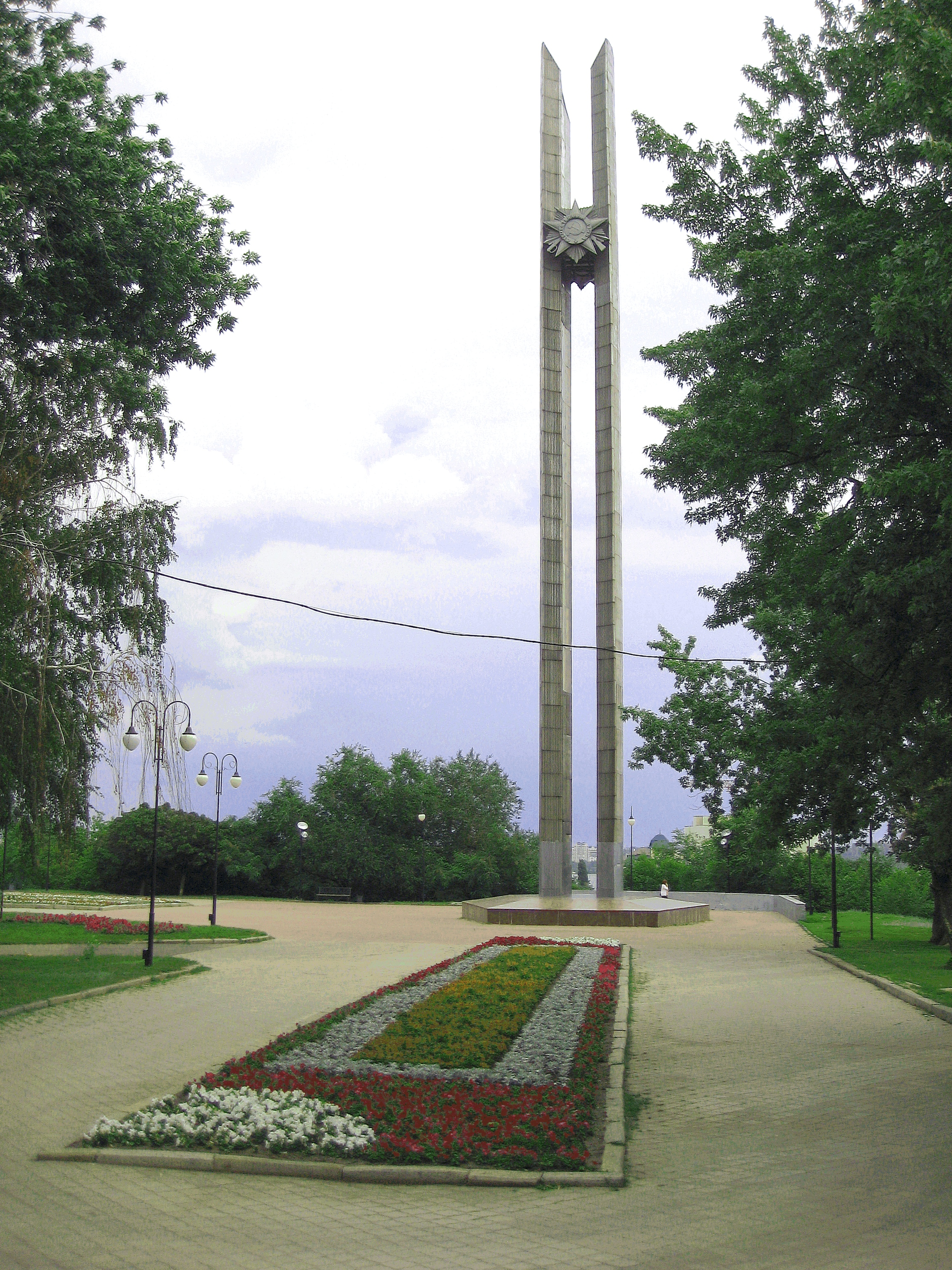
Стела с орденом Отечественной войны I степени
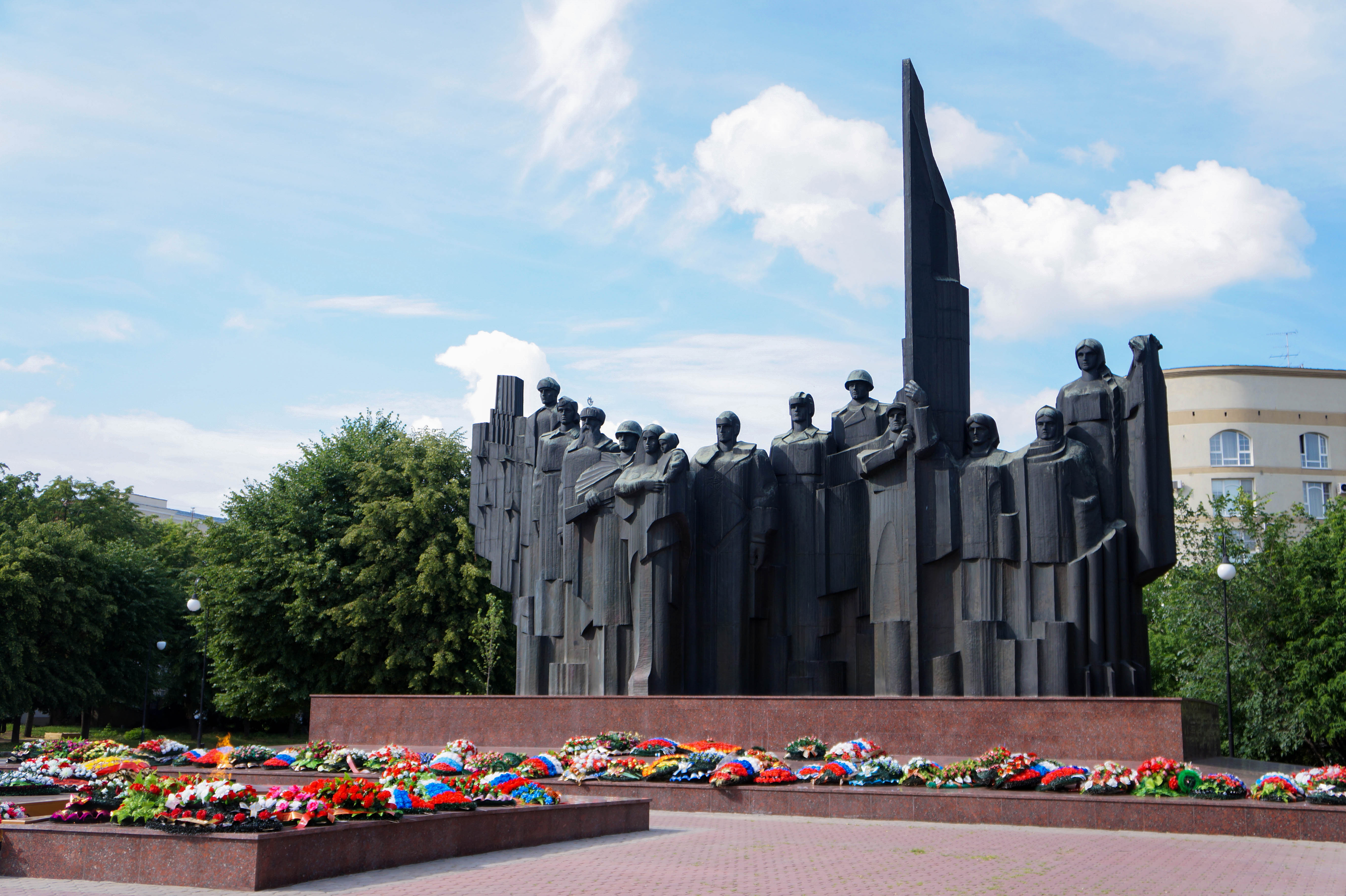
На Площади Победы перед памятником горит Вечный огонь
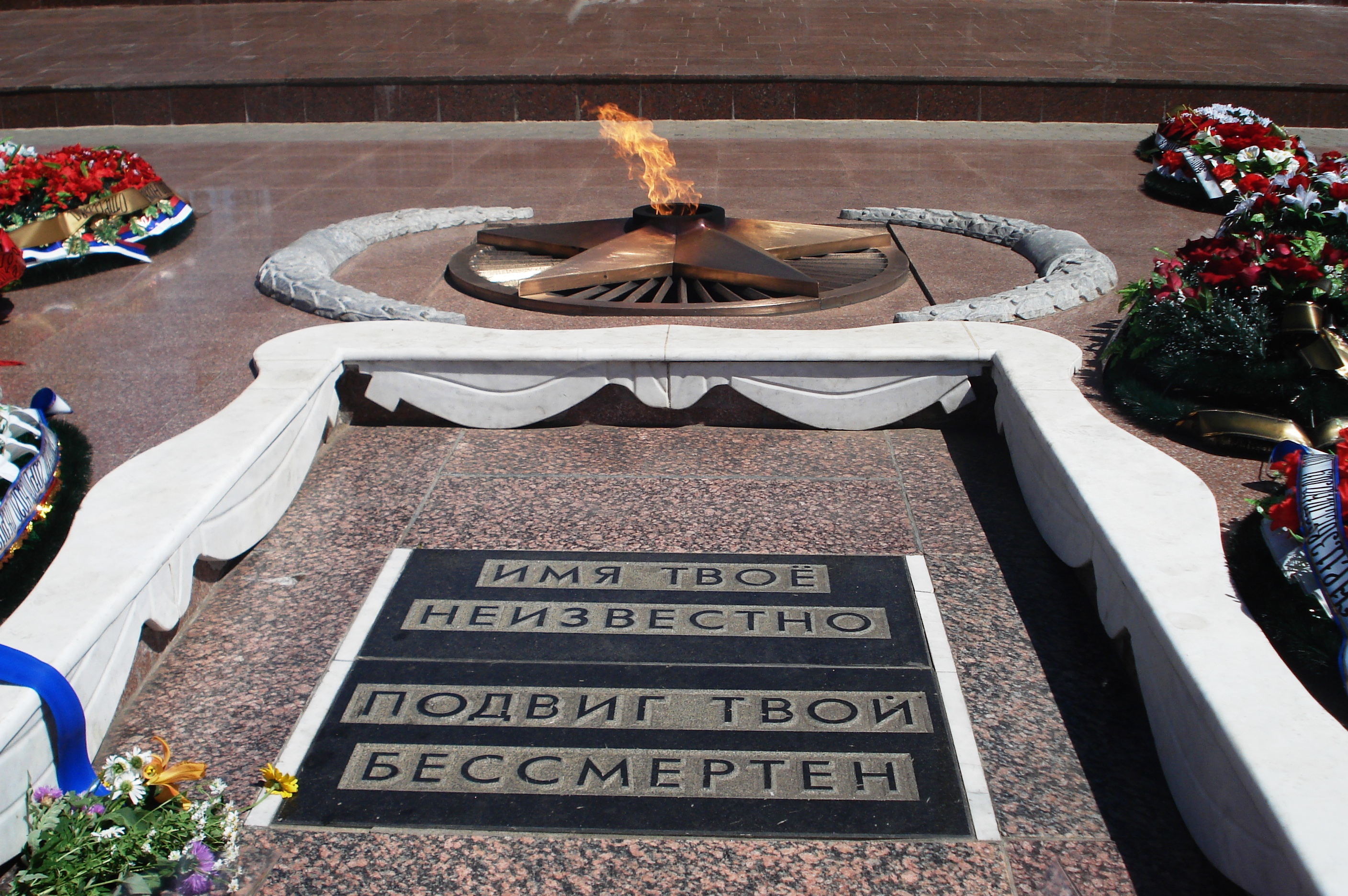
Могила Неизвестного солдата
Стела с текстом Указа о награждении города орденом Отечественной войны I степени